# Karas (heilige)
Karas de Kluizenaar, ook wel Annba Karas (الأنبا كاراس), is een heilige binnen de Koptisch-Orthodoxe Kerk die leefde in de late 5e eeuw en het begin van de 6e eeuw. Hij was de broer van de keizer Theodosius I. Volgens Sint-Pimwah, die zijn biografie schreef, leefde Karas 57 jaar geïsoleerd in de woestijn Wadi Natroen met een sterke band met God. Hij is opgenomen in het Arabisch-Jacobitisch Synaxarium

## Voor het kluizenaarsleven
Sint-Karas was voor zijn kluizenaarsleven een prins in de Romeinse gebieden. Hij was een gelovige man en de Bijbel was zijn leidraad. Hij behandelde de dienaren als goede vrienden en overtuigde hen een leven te leiden zoals de Bijbel dat voorschreef.

### De keizerin
Een voorbeeld uit het leven van prins Karas: een bediende werd beschuldigd van het stelen van een sieraad van de keizerin. Hij moest onthoofd worden, maar het sieraad was reeds in haar kamer gevonden door prins Karas. Hij probeerde de onthoofding tegen te houden,maar hij was te laat. Sint-Karas was erg verdrietig tot aan zijn laatste jaren hierover. Hij koesterde geen haat jegens de keizerin, volgens Sint-Pimwah.
Dezelfde keizerin werd doodziek. Geen arts wist wat ze had en wat hij moest doen. De keizerin gaf de schuld aan prins Karas. De verzorgster van de keizerin had voorgesteld dat ze naar Egypte moesten gaan om daar een middel te vinden voor haar ziekte. Prins Karas moest de keizerin vergezellen. Toen ze in het zuiden waren van Egypte hadden de mensen een monnik genaamd Aabahour aanbevolen. Hij was een monnik die wonderen verrichtte, maar hij wilde haar niet ontvangen, omdat het verboden is voor een monnik een vrouw te ontmoeten. Na vele verzoeken en smekingen van de keizerin en haar bediende ging Sint-Aabahour naar buiten. Hij zegende water. Ze drong het gezegende water op en ze werd beter. Prins Karas vroeg aan hem of hij hem wilde zegenen en hierop antwoordde Sint-Aabahour dat hij hem moest zegenen, omdat hij grote genade van God zal ontvangen. 

### Concilie van Efeze
De eerste Concilie van Efezewas onder opdracht van keizer Teodosoius II bijeengeroepen in 431 onder verzoek van Nestorius. Het nestorianisme, de leer van de patriarch van Constantinopel, is de leer die Jezus' goddelijke en menselijke kenmerken scheidt. Dat betekent dus dat er twee verschillende personen in Christus zijn en dat de maagd Maria enkel moeder is van de menselijke kant van Jezus. Cyrillus van Alexandrië toen de tijd bisschop was fel tegen deze leer. Hij bewees door middel van Bijbelteksten dat Maria de moeder Gods is en dat Jezus geen twee verschillende nature is, maar de eenheid van de menselijke en goddelijke natuur die nooit scheidt. Prins Karas was de gene die Teodosius overtuigde de leer van Cyrillus te volgen. Teodosius bood geen weerstand tegen de leer van Nestorius. In het begin steunde hij zelfs deze opvatting. Echter prins Karas had hem aangeraden de leer te volgen van de concilie van Efeze en deze goed te keuren. Uiteindelijk werd Nastorius onder invloed van de keizerlijke familie, paus Leo I en Cyrillus van Alexandrië verbannen.

## Sint-Pimwah
Volgens de Koptisch-Orthodoxe Kerk is de biografie van Sint-Karas geschreven door Sint-Pimwah, een heilige priester. Priester Pimwah werd door God geroepen om diep door de woestijnen te gaan om Sint-Karas te vinden. In zijn reis heeft hij twee andere heiligen ontmoet. Hier volgt de reis van Sint-Pimwah.
Hij kwam een grot tegen en vroeg: "Dan mijn vader, wie bent u?", daarop antwoordde 'de vader' met "Ik ben Simon El Kallah, en ik heb 60 jaar lang geen mens gezien. Ik word elke zaterdag gezegend met een stuk brood geplaatst op die steen, die jij buiten de grot ziet." 
Verder in de woestijn vond hij nogmaals een grot. Hij klopte, waarop de bewoonde daarop antwoorden met: "Het is goed uw komst, heilige van Gods, Sint-Pimwah, die het verdiende het lichaam van Sint-Elarya dochter van koning Zenon te zalven." De priester ging zitten en zei tegen hem: "Ik kreeg te horen dat er in de woestijn een andere heilige is, ben jij dat?" Hij stond, zuchtte en zei tegen Sint-Pimwah: "goed is mijn ... Ik informeer u mijn vader dat in deze woestijn een grote heilige is die zijn gebeden de woede die neerdaalt uit de hemel stopt, hij is dan echt een partner van de engelen." De priester vroeg aan hem "En wat is uw naam mijn vader de heilige? 'Hij zei: "Mijn naam is Abbamoud El Kallah en ik leef al negenenzeventig jaar op dadels van de palmen in mijn gebied. De dank is aan Christus."

### De laatste dagen van Sint Karas
Diep in de woestijn vond ik een grot in de bergen. Ik wilde gaan kloppen, maar ik werd geroepen en hoorde: "AGHABY". "Het is goed dat je vandaag kwam Sint-Pimwah, heilige van God, die waardig was het lichaam van Sint-Elarya dochter van koning Zenon te zalven." Ik ging de grot in en staarde naar hem voor een lange tijd, want hij was van een sterke aanwezigheid en grote nederigheid. Hij was een persoon van grote uitstraling en de genade van God was in zijn gezicht te zien, zijn ogen waren erg glanzend, en hij was van gemiddelde gestalte met een lange baard met een paar zwarte haren links in het. Hij droeg een eenvoudige galabiye, want hij was erg mager met een lichte stem en had een stok in zijn hand. Hij zei: "Je hebt me vandaag en je bracht met jou mijn dood, voor vandaag heb ik een lange tijd gewacht op jou, mijn geliefde." Ik zei tegen hem: "En wat is uw naam mijn vader, de heilige?" Hij zei tegen mij: "Mijn naam is Karas." Hierop vroeg ik hem: "Hoeveel jaar heeft u in deze woestijn geleefd?" Hij antwoordde hierop met: "In zevenenvijftig jaar heb ik geen man gezien en ik wachtte voor u met alle vreugde en gretigheid." Daarna sliep ik in de grot van Sint-Karas voor een dag. Aan het einde van de dag was Sint Karas ziek met hoge koorts, hij zuchtte en huilde. Hij zei: "Dat wat ik in heel mijn leven vreesde is gekomen vandaag, om mij Heer waar kan ik mij verbergen van Uw gezicht? Hoe kan ik verbergen? Echt groot is de angst voor dit uur ... volgens uw barmhartigheid O Heer en niet naar mijn zonden."
Op de tweede dag was Sint-Karas in zijn bed en kon niet bewegen. Een groot licht scheen bij de ingang van de grot en het licht van de zon overtroefd. Er kwam een man met een grote uitstraling binnen dragend witte kleding zo helder als de zon. In zijn rechterhand een gloeiend kruis. Ik was in die tijd zitten aan de voeten van Sint-Karas en werd overmand door angst en ontzag. Deze stralende man ging richting Sint-Karas en plaatste het kruis op zijn gezicht en sprak met hem vele woorden en gaf hem rust. Ik ging naar onze vader Sint-Karas om te onderzoeken wie deze man is met al deze heerlijkheid. Hij zei tot mij met alle blijdschap "Dat is Christus, de Heere , omdat het Zijn gewoonte is om bij mij te komen elke dag om mij te zegenen, Hij praat met mij en vertrekt daarna." Ik zei tegen hem: "Mijn vader de heilige, ik verlang voor de Heer om mij te zegenen." Hierop antwoordde hij tegen mij met: "Voordat u deze plaats verlaat zal u Zijn heerlijkheid zien. Hij zal u zegenen en met u praten." Wanneer we naar de zevende dag van de maand Abib waren gekomen vond ik dat Sint-Karas zijn ogen ten hemel had geheven, terwijl er tranen vielen, vertelde hij mij dat: "Vandaag een grote pilaar gevallen is op het platteland van Egypte en de hele aarde een grote heilige heeft verloren. De hele wereld was niet waardig zijn voeten te mogen dragen. Hij is Sjenoete de Archimandriet en ik heb zijn gezegende geest gezien opvaren tot de hoogste van de hemel in de prijzen van de engelen. Ik hoor gehuil en gejammer al over het land van Egypte en de monniken hebben zich verzameld rond het gezegende lichaam. Ze zijn gezegend door de stralende licht."
Op de volgende dag van de achtste dag van de maand Abib was de ziekte van onze heilige Karas sterker en in het midden van die dag verscheen er een sterk licht aan de deur van de grot.De Redder van de wereld kwam naar binnen. Voorafgaand aan Hem de aartsengelen Michaël en Gabriël met een vloot van engelen met zes vleugels en de geluiden van lof hier en daar met de geur van wierook. Ik zat aan de voeten van Sint-Karas, zodat de Heer met zijn grote heerlijkheid zat aan bij het hoofd van Sint-Karas. Hij hield onze Heiland rechterhand vast en zei tegen hem: " Voor mijn wille O mijn Heer en mijn God, zegen hem omdat hij gekomen is voor mij van een verre plaats in het belang van deze dag." De Heer der heerlijkheid keek naar mij en zei: "Mijn vrede zij met jou Pimwah, wat je hebt gezien en gehoord, spreek en schrijf hierover voor het goed gebruik hiervan, maar als voor jou Karas, Mijn geliefden, ieder mens die jouw verhaal kent en je naam herinnert op aarde, dan zal Mijn vrede met hem zijn en Ik zal hem rekenen met de herdenking van de heiligen, ieder mens die wijn of brood of wierook of olie of een kaars biedt in herinnering van jouw naam zal Ik hem veelvoudig in het hemelse koninkrijk belonen, wie de nodige voedt en die honger en dors heeft geeft of kleedt hem die naakt zijn in jouw naam dan zal Ik hem belonen in mijn rijk. Wie jouw verhaal schrijft, zal Ik zijn naam schrijven in het boek des levens en iedereen die genade heeft in jouw geheugen zal Ik hem geven wat geen oog heeft gezien en wat geen oor heeft gehoord en wat nooit gevraagd is in het hart van een man. En nu Mijn geliefde Karas, Ik wil dat je mij een gunst vraagt voordat je overgaat naar Mijn Hemel." Sint Karas zei tegen Hem: "Mijn Heer, ik gebruikte de psalmen dag en nacht en ik wens de profeet David te zien terwijl ik nog in het vlees ben." En in een knipoog kwam David met in zijn hand een harp spelende de psalm 'Dit is de dag die de Heer heeft gemaakt laat ons verheugen en verblijd zijn.' Sint-Karas zei: "Ik wil alles horen, de tien strijkers van deharp" en ze prezen samen de Heer. David speelde op zijn harp en zei: "kostbare vóór de Heer is het gezang van degenen die Hem gehoorzamen." Terwijl David de psalmen zong met de harp met zijn prachtige stem, verliet de heilige in grote vreugde zijn geest naar de boezem van Onze goede Heiland. Die nam het, kuste het en gaf het aan de aartsengel Michael. Toen kuste ik het lichaam van Sint-Karas. De Heere der heerlijkheid signaleerde me naar buiten lopen. Dat deed ik en hij liep naar buiten en met Hem de engelen met lof en gebeden voor de geest van de heilige. De Heer legde zijn handen op de grot en het werd als of er nooit een ingang was. Zij voer op ten hemel in vreugde en ik bleef alleen in mijn positie tot dat de prachtig gezichten weg waren van mij.

Toen sloot ik mijn ogen, ik opende ze weer en vond mijzelf bij de voorkant van de grot van Sint Abbamod El Kallah dus ik bleef bij hem drie dagen. Daarna vertrok ik en ging naar Sint-Simon El Kallah. Ik woonde bij hem drie dagen lang. Toen nam ik afscheid van hem en keerde terug naar bergen waar mijn kerk was. Daar ontmoette ik alle broeders en vertelde hen het verhaal van de heilige Sint-Karas de Anachoreet en het overlijden van Sjenoete de Archimandriet. Na vijf dagen kwam er een brief naar ons uit Egypte, dat Sint-Sjenoete de Archimandriet in vrede was overleden op dezelfde dag als Sint-Karas hem zag opvaren.

## Voetnoten
1. ↑  Volgens https://web.archive.org/web/20131002005529/http://www.dp-sk.org/StKarastheAnchorite.html.
2. ↑  Niet te verwarren met Sint-Pimwah leraar monnik van Sint-Bishoy en Sint-Johan de kleine.
3. ↑  Dit verhaal is geschreven door een man uit 5de eeuw en is niet objectief van aard. https://www.copticchurch.net/topics/synexarion/stkaras.html.
4. ↑  Dit betekent gegroet in het Koptisch/oud Grieks.
5. ↑  Een soort van lange mantel die monniken en nonnen in het zwart dragen.
6. ↑  Het volgende deel is precies uit de biografie van Sint-Pimwah uit FROM THE BOOKS OF THE BARAMOS MONASTERY EIGHTH OF ABIB.
7. ↑  Een koptische maand.